# John Utaka
John Utaka (Enugu, 8 januari 1982) is een Nigeriaans voormalig profvoetballer die doorgaans als centrumspits speelde. Hij is de oudere broer van Peter Utaka.

## Clubcarrière
Utaka begon zijn profcarrière bij een club uit zijn geboorteplaats, Enugu Rangers. Bij deze club speelde hij van 1997 tot en met 1998, waarna hij vertrok. Utaka tekende een contract bij Al Moqaouloun al-Arab uit Egypte. In 2000 vertrok hij naar Ismaily SC, waar hij 17 goals maakte in 21 duels. Bij Ismaily werd hij een lokale held door zoveel te scoren. De supporters zongen dan ook vaak het lied "Oh Oh Oh Utaka" tijdens wedstrijden.
Vervolgens speelde hij één seizoen in Qatar, bij Al-Sadd. In Qatar maakte hij net zoveel indruk, door 14 doelpunten te scoren in 27 wedstrijden. Na het seizoen 2001/02, zijn enige seizoen in Qatar, verdiende hij een transfer naar Europa. Hij ging spelen bij RC Lens uit Frankrijk. Na drie jaar bij Lens te hebben gespeeld (102 wedstrijden, 24 goals), vertrok hij naar Stade Rennais, dat ook uit Frankrijk komt. Bij deze club had hij moeite om op gang te komen. Na een aantal maanden weinig te hebben gespeeld, kreeg hij zijn kans toen concurrent Alexander Frei geblesseerd raakte. In februari 2006 maakte hij in twee wedstrijden achter elkaar een hattrick, tegen Olympique Lyon en zijn vorige club Lens. Hij kreeg die maand ook de prijs voor Beste speler van de maand van L'Equipe.
In 2007 vertrok Utaka uit Frankrijk en ging hij in Engeland spelen voor Portsmouth. Voor een bedrag van £ 7.000.000 (bijna 9 miljoen euro) tekende hij een vierjarig contract in Portsmouth. Op 17 mei 2008 won de club de FA Cup. In de finale gaf Utaka de assist op de winnende goal van Nwankwo Kanu. Met die laatste club stond hij (als invaller) op 15 mei 2010 in de finale van de strijd om de FA Cup. Daarin verloor de ploeg van trainer-coach Avram Grant met 1-0 van Chelsea door een treffer in de 59ste minuut van Didier Drogba.

## Statistieken
| Seizoen | Club                  | Land        | Competitie             | Wed. | Doelp. |
| ------- | --------------------- | ----------- | ---------------------- | ---- | ------ |
| 1997/98 | Enugu Rangers         | Nigeria     | Premier League         | 6    | 2      |
| 1998/99 | Al Moqaouloun al-Arab | Egypte      | Premier League         | 23   | 4      |
| 1999/00 | Al Moqaouloun al-Arab | Egypte      | Premier League         | 22   | 7      |
| 2000/01 | Ismaily SC            | Egypte      | Premier League         | 21   | 17     |
| 2001/02 | Al-Sadd               | Qatar       | Qatari League          | 27   | 14     |
| 2002/03 | RC Lens               | Frankrijk   | Ligue 1                | 36   | 8      |
| 2003/04 | RC Lens               | Frankrijk   | Ligue 1                | 32   | 4      |
| 2004/05 | RC Lens               | Frankrijk   | Ligue 1                | 34   | 12     |
| 2005/06 | Stade Rennais         | Frankrijk   | Ligue 1                | 28   | 11     |
| 2006/07 | Stade Rennais         | Frankrijk   | Ligue 1                | 35   | 11     |
| 2007/08 | Portsmouth FC         | Engeland    | Premier League         | 30   | 5      |
| 2008/09 | Portsmouth FC         | Engeland    | Premier League         | 18   | 1      |
| 2009/10 | Portsmouth FC         | Engeland    | Premier League         | 18   | 1      |
| 2010/11 | Portsmouth FC         | Engeland    | Championship           | 25   | 3      |
| 2010/11 | Montpellier HSC       | Frankrijk   | Ligue 1                | 11   | 0      |
| 2011/12 | Montpellier HSC       | Frankrijk   | Ligue 1                | 35   | 7      |
| 2012/13 | Montpellier HSC       | Frankrijk   | Ligue 1                | 28   | 6      |
| 2013/14 | Sivasspor             | Turkije     | Süper Lig              | 22   | 9      |
| 2014/15 | Sivasspor             | Turkije     | Süper Lig              | 25   | 3      |
| 2015/16 | Zonder club           | Zonder club | Zonder club            |      |        |
| 2016/17 | Nogoom FC             | Egypte      | Premier League B       | ?    | ?      |
| 2016/17 | Aswan SC              | Egypte      | Premier League         | 12   | 2      |
| 2017/18 | CS Sedan              | Frankrijk   | Championnat National 2 | 13   | 3      |
| Totaal  | Totaal                | Totaal      | Totaal                 | 501  | 130    |

## Interlandcarrière
Utaka speelde 44 officiële interlands voor Nigeria. Hij nam met zijn vaderland deel aan het WK voetbal 2010 in Zuid-Afrika, waar The Super Eagles onder leiding van de Zweedse bondscoach Lars Lagerbäck voortijdig werden uitgeschakeld in een groep met Argentinië, Griekenland en Zuid-Korea.

## Erelijst
Portsmouth
- FA Cup

2008